# Delta Boötis
Delta Boötis is een dubbelster in het sterrenbeeld Ossenhoeder. de ster is vanuit de Benelux cricumpolaire wat betekent dat ze het hele jaar door te zien is. Het systeem bestaat uit twee type G sterren, een reuzenster en een hoofdreeksster die 3600 AE van elkaar verwijderd staan. De ster staat soms ook bekend als Princeps.